# Bismarckpitta
De bismarckpitta (Erythropitta novaehibernicae)  is een vogelsoort uit de familie van pitta's (Pittidae). De vogel werd in 1878 door Edward Pierson Ramsay geldig beschreven als Pitta novae-hibernicae. Deze pitta werd later als een ondersoort van de Filipijnse pitta of roodbuikpitta (Erythropitta erythrogaster sensu lato) opgevat.

## Kenmerken
De vogel is 15 tot 17 cm lang en verschilt weinig van de Filipijnse pitta. Deze pitta heeft geen bruine maar eerder oranje gekleurde achterhals en de zwarte borstband ontbreekt.

## Verspreiding en leefgebied
Het is een endemische vogelsoort van  eilanden binnen de Bismarck-archipel (Papoea-Nieuw-Guinea).
Er zijn vier ondersoorten:
- E. e. novaehibernicae op Nieuw-Ierland.
- E. e. extima op Lavongai.
- E. e. splendida op Tabar.
- E. e. gazellae op Nieuw-Brittannië.

De leefgebieden liggen voornamelijk in natuurlijk tropisch bos, maar ook in aangeplant of gedegradeerd bos in de buurt van water. Het is geen bedreigde soort hoewel de populaties in aantal afnemen door habitatverlies.